# Kellett Autogiro Corporation

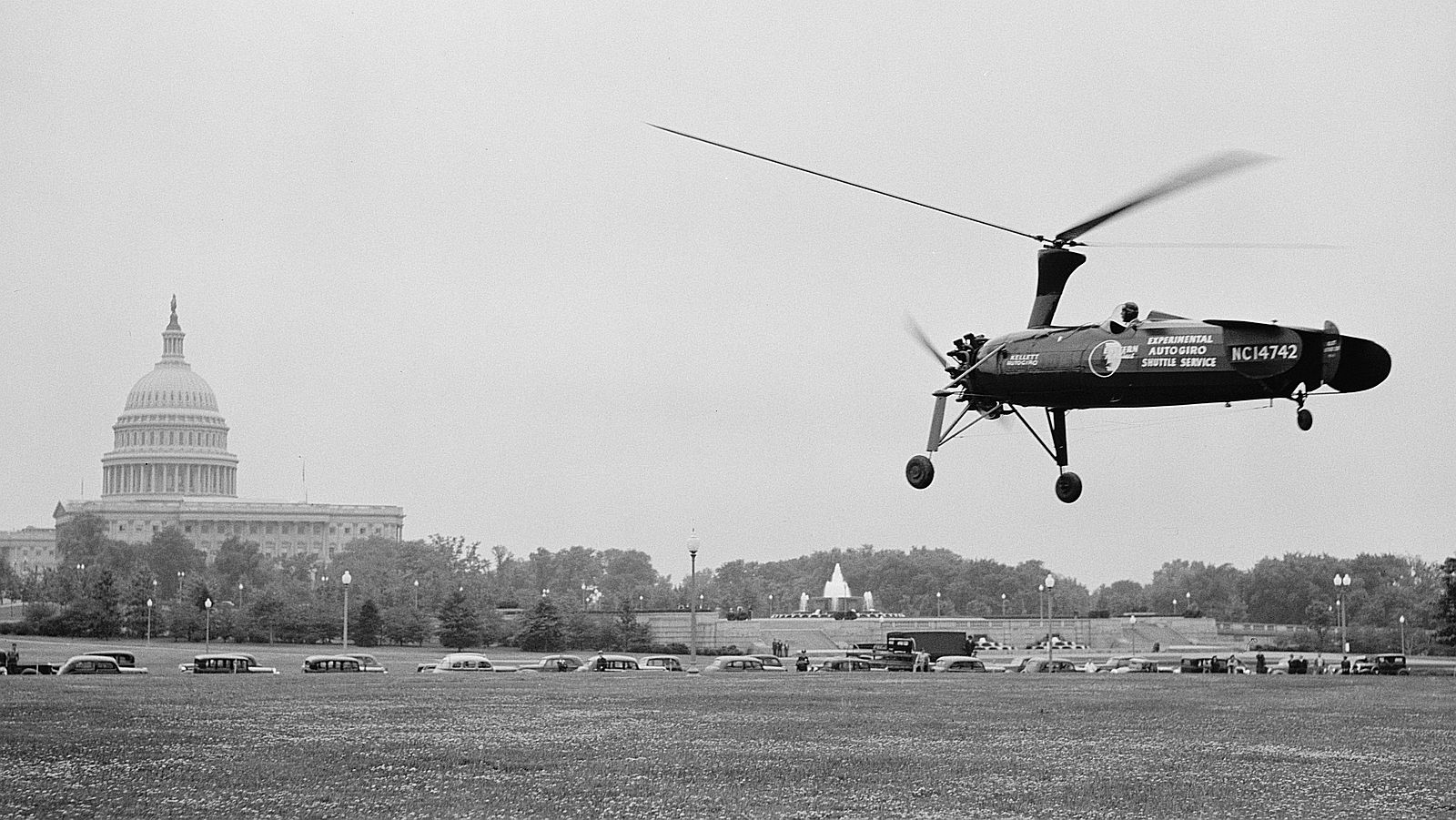
En Kellett autogiro KD-1 med John Millet som pilot förevisar postflygning till huvudpostkontoret i Washington i närheten av Kapitolium i Washington D.C, 1938

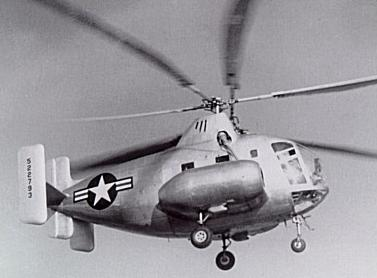
En Kellett XR-10, experimenthelikopter med två rotorer, omkring 1948

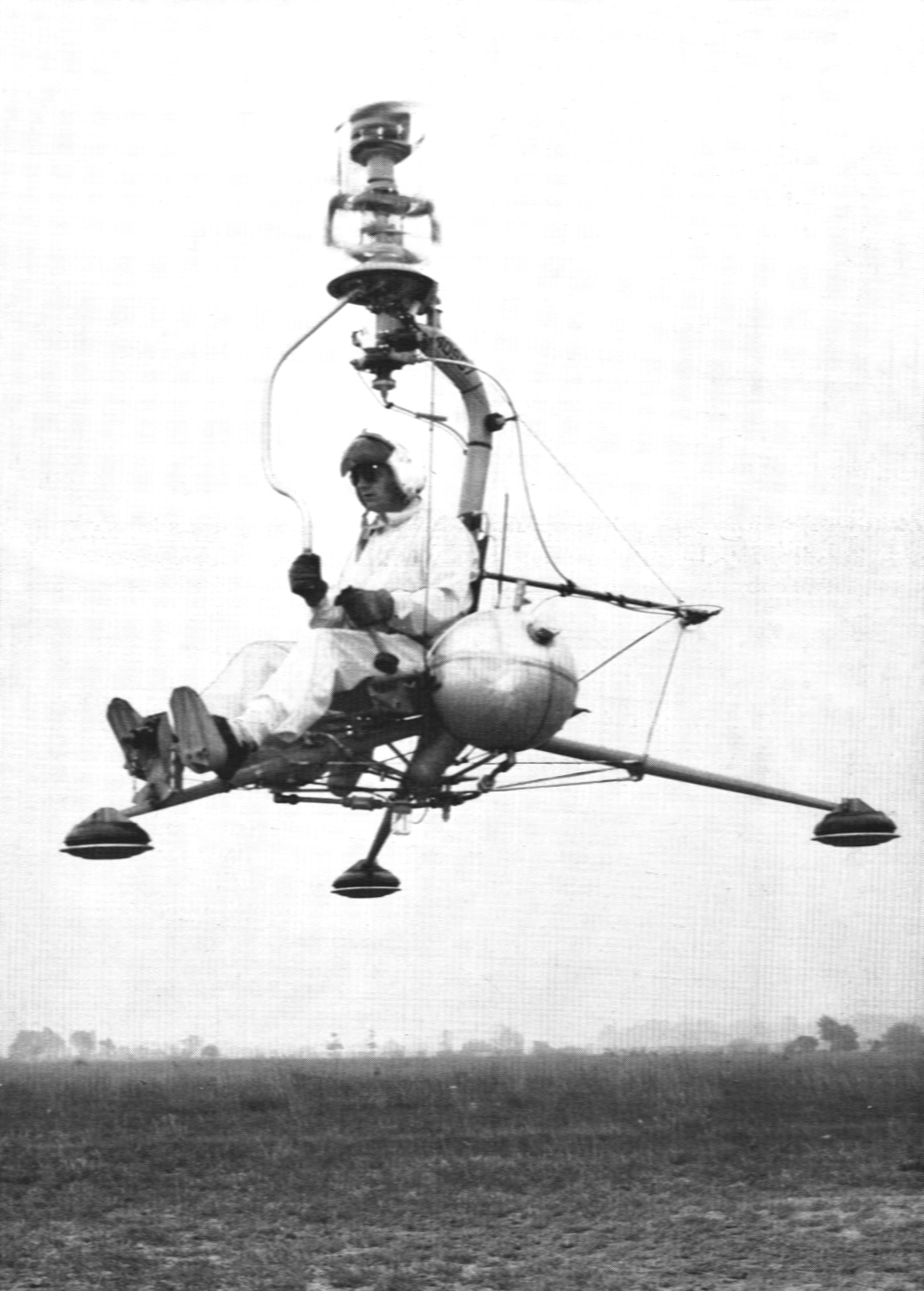
KH-15 Stable Mabel", 1954

Kellett Autogiro Corporation var ett amerikanskt flygindustriföretag, som grundades 1929 i Philadelphia av W. Wallace Kellett (1891–1951).
Kellett Autogiro Corporation grundades efter att ha köpt en tillverkningslicens för autogiror av Pitcairn-Cierva. Företagets tre första modeller av luftfarkoster var alla typiska Juan de la Cierva-konstruktioner. Den mest framgångsrika, KD-1, var lika den samtida Cierva C.30. Den modifiera varianten KD-1/G-1var det första rotorplan som var i tjänst inom den amerikanska armén.  
Företaget slutade tillverka autogiror i slutet av 1940-talet och skifta till helikoptertillverkning. Under 1950-talet byggdes ultralätta helikoptrar av modell RH-1 för att pröva rotorkonstruktioner. Kelletts sista helt egna konstruktion, K-25, var ett experimentellt kombinationsflygplan, som använde tiltrotorer.
I januari 1946 utlyste det amerikanska flygvapnet en inbjuda till förslag om en tung lasthelikopter med kapacitet att lyfta  extern last på 4.536 kg, baserad på jetturbindrift och utblåsning i ändarna av rotorbladen. Kellett fick kontrakt i maj 1946 att bygga en prototyp, men måste på grund av ekonomiska problem 1949 sälja XH-17-projektet till Hughes Aircraft i Culver City i Kalifornien.

## Rotorplan
| Modellbenämning              | Premiärflygning | Antal tillverkade exempel | Typ                                                                                             |
| ---------------------------- | --------------- | ------------------------- | ----------------------------------------------------------------------------------------------- |
| Kellett K-2                  | 1931            | 12                        | Bruksflygplan                                                                                   |
| Kellett K-3                  |                 | 4-6                       | Version av K-2 med större motor                                                                 |
| Kellett K-4                  |                 | 1                         | Version av K-2 med större motor                                                                 |
| Kellett KD-1                 | 1934            |                           | Bruksflygplan                                                                                   |
| Kellett XR-8                 | 1944            | 2                         | Prototyp till militär helikopter med två rotorer                                                |
| Kellett XR-10                | 1947            | 2                         | Prototyp till militär helikopter med två motorer och två rotorer                                |
| Kellett KH-15 "Stable Mabel" | 1954            | 1                         | Experimentell raketmotordriven enmansautogiro                                                   |
| Kellett K-25                 |                 |                           | Tvåmotorigt kombinationsflygplan                                                                |
| Kellett (Hughes) XH-17       | 1949            | 1                         | Prototyp till tung lasthelikopter Projektet påbörjat av Kellett och fortsatt av Hughes Aircraft |